# Visca la llibertat!
Visca la llibertat! (títol original en francès: À nous la liberté) és una pel·lícula francesa dirigida per René Clair el 1931 i doblada al català.

## Argument
Dos amics detinguts, Émile i Louis, intenten evadir-se. Louis ho aconsegueix gràcies a Émile que els distreu. Fora, Louis es llança al comerç de discs després de fonògrafs. Arriba a tenir un petit negoci, que prospera, i es troba al capdavant de fàbriques cada vegada més gegantines. Émile, alliberat de la presó, continua sent un vagabund, sense fer res. Un dia veu la neboda del comptable de la fàbrica de Louis i s'enamora de la noia. La segueix fins a la fàbrica i, gairebé malgrat ell, és contractat. Els dos antics amics es retroben.

## Repartiment
- Henri Marchand: Émile
- Raymond Cordy: Louis
- Rolla France: Jeanne
- Paul Ollivier: l'oncle
- Jacques Shelly: Paul
- André Michaud: el contramestre
- Germaine Aussey: la dona de Louis
- Léon Lorin
- William Burke
- Vincent Hyspa
- Maximilienne
- Marguerite de Morlaye

## Premis i nominacions

### Nominacions
- 1932. Oscar a la millor direcció artística[3] per Lazare Meerson

## Una pel·lícula de culte
À nous la liberté ha estat una pel·lícula de culte que va esdevenir una mena d'eslògan per a la joventut lletrada durant els anys 1930. Un contemporani escriurà: «Quantes vegades hem vist Sota les teulades de París i aquest espectacle amarg i encantat, amb els seus Luna-Park on canten els ocells mecànics, la seva poesia de paper daurat i de romances, que és À nous la liberté. No sabria dir-ho, però era per a nosaltres el símbol d'aquest temps feliç, on els perills continuaven sent l'americanisme, la superproducció, i no la vaga i la misèria, i en el qual, per acabar, dos vagabunds guanyaven cantant, ells també, les rutes alegres del destí. Així la pantalla ens donava notícies de l'univers. Així apreníem de René Clair a conèixer París, com ens assabentàvem de Baudelaire, de Balzac. » 
Aquesta pel·lícula de René Clair, amb Modern Times (1936) de Charles Chaplin, ha estat un símbol per a la joventut intel·lectual francesa dels anys trenta.